# Marcel Le Glay
Marcel Le Glay, häufig auch Leglay, (* 7. Mai 1920 in Arleux nahe Douai; † 14. August 1992 in Paris) war ein französischer Klassischer Archäologe und Epigraphiker.

## Leben
Marcel Le Glay studierte während des Zweiten Weltkriegs in Lille und Paris Altertumswissenschaften. Nach dem Abschluss (1945) hielt er sich von 1947 bis 1949 als Mitglied der École française de Rome in Italien auf, wo sich sein Forschungsschwerpunkt zur Archäologie und Religionsgeschichte verschob.
Anschließend ging Le Glay als Lehrer nach Algier, wo er auch an der Universität lehrte und forschte (als Assistent von Louis Leschi). 1961 verließ Le Glay Algerien und ging als Professor für Alte Geschichte an die Universität Lyon. In dieser Eigenschaft nahm er auch von 1963 bis 1973 an den archäologischen Grabungen in der weiteren Umgebung teil. 1970 ging Le Glay als Professor für Römische Geschichte an die Universität Paris-Nanterre. 1983 erreichte seine Laufbahn ihren Höhepunkt: Er wurde als Nachfolger von Gilbert Charles-Picard zum Professor für Archäologie an der Sorbonne berufen. 1987 wurde er emeritiert.
Marcel La Glay verfasste zahlreiche Studien zur Topografie und Siedlungsgeschichte der römischen Provinzen, besonders in Nordafrika und Gallien. Neben Monografien, Sammelbänden, Ausstellungskatalogen und Aufsätzen schrieb er auch Artikel für Paulys Realencyclopädie der classischen Altertumswissenschaft (RE) und den Kleinen Pauly (KlP).

## Schriften (Auswahl)
- Stéphane Gsell: Cherchel, antique Iol-Caesarea,  mis à jour par M. Le Glay et E. S. Colozier. Algier 1952
- Les religions orientales dans l’Afrique ancienne d’après les collections du Musée St. Gsell d’Alger. Algier 1956
- La sculpture antique d’après les collections du Musée St. Gsell d’Alger. Algier 1957
- mit J. Mazard: Les portraits antiques du Musée St. Gsell d’Alger d’après les sculptures antiques et les monnaies. Algier 1958
- Les Gaulois en Afrique. Brüssel 1962
- mit Franck Delarbre: Alba Augusta Helviorum. 1960; mehrere Nachdrucke
- Saturne africain: Monuments. Zwei Bände, Paris 1961–1966
- Saturne africain: Histoire. Paris 1966
- Saint-Romain-en-Gal, quartier urbain de Vienne gallo-romaine. Lyon 1970
- La religion romaine. Paris 1972. 2. Auflage, Paris 1991.
- mit Amable Audin: Noies d’épigraphie et d’archéologie lyonnaises. Paris 1976
- mit Antonietta Boninu und Attilio Mastino: Turris Libisonis colonia Iulia. Sassari 1985
- Villes, temples et sanctuaires de l’Orient romain. Paris 1986
- mit Joël Le Gall: L’Empire romain. Paris 1987. 2. vermehrte Auflage, Paris 1992
- Rome, grandeur et déclin de la République. Paris 1989